# Tadashi Yamaneko
Pour les articles homonymes, voir Yamaneko.
Tadashi Yamaneko (山猫 惟史, Yamaneko Tadashi), né le 15 mai 1970 à Nyūgawa, municipalité de Saijō, dans l'île de Shikoku est un artiste contemporain japonais

## Biographie
Après des études secondaires à Matsuyama, il étudie les arts plastiques à Nakanoshima près d'Ōsaka et obtient son diplôme en 1993. 
Il s'installe à Tokyo, dans le quartier de Shinjuku-est.
Depuis 2001 il travaille en étroite collaboration avec sa sœur Masako Yamaneko (née en 1974) avec qui il cosigne certaines œuvres.
Issu d'un milieu rural, il est à la fois choqué et attiré par les images crues issues de la civilisation américaine. Ses montages où il détourne des photographies érotiques occidentales deviennent vite renommées. Il a exposé à Tokyo depuis 1998, Ōsaka, Chicago (2002) et Paris (2005). En 2013, il participe à l'exposition Love du 10e anniversaire du Musée d'Art Mori
Pour Marie Parra-Aledo, « La notion de pudeur et de pornographie ne sont pas les mêmes au Japon et en Occident, montrer ses sentiments peut être plus provoquant que d'exhiber des représentations de bondages [ … ] Avec des styles et à des époques différentes les errances dans les rues chaudes de Tokyo d'un Nobuyoshi Araki, d'un Daidō Moriyama ou d'un Tadashi Yamaneko sont caractéristiques de cette tendance. »